# Ormyrus distinctus
Ormyrus distinctus is een vliesvleugelig insect uit de familie Ormyridae. De wetenschappelijke naam is voor het eerst geldig gepubliceerd in 1912 door Fullaway.